# Boomerang Skandinávia
A Boomerang Skandinávia (dánul: Boomerang Norden) a Boomerang rajzfilmadó skandináv változata, mely a nap 24 órájában sugároz. Fogható Svédországban, Norvégiában és Dániában. 2008 augusztusában indult. Előtte csak az adó európai változatát lehetett fogni angol nyelven. A Cartoonito ebben a régióban a Boomerang része.

## Története
2005 végén a Turner Broadcasting System bejelentette, hogy el kívánják indítani a Boomerang skandináv adásváltozatát. Az engedélyt megkapták 2005 őszén a svéd digitális földfelszíni hálózattól. Azonban csak 2008 augusztusában indult el, ekkor vált ki a Boomerang Európából. Előtte a Boomerang műsorblokként volt elérhető a Cartoon Networkön. 2012 márciusában ez a változat is felvette a jelenleg Európa-szerte használt arculatot.

## Műsorai
Nagyrészt ugyanazokat a műsorokat sugározza, mint a magyarországi Boomerang.